# Ельблонг
Е́льблонг (пол. Elbląg) — місто на правах повіту на півночі Польщі. Найстарше місто у Вармінсько-Мазурському воєводстві (засноване в 1237 році, міські права в 1246 році) та місто розташоване найнижче у Польщі — у дельті річки Ельблонг. З 1975 до 1998 року столиця Ельблонзького воєводства. Портове і курортне місто. В місті проживає значна громада українців.
Ельблонг — великий центр важкої промисловості (турбіни, гвинти, обладнання для суден), харчової промисловості (пивоварний завод групи «Живець»), а також туристики (Ельблонзький канал і відомі системи суднопідіймачів).

## Історія

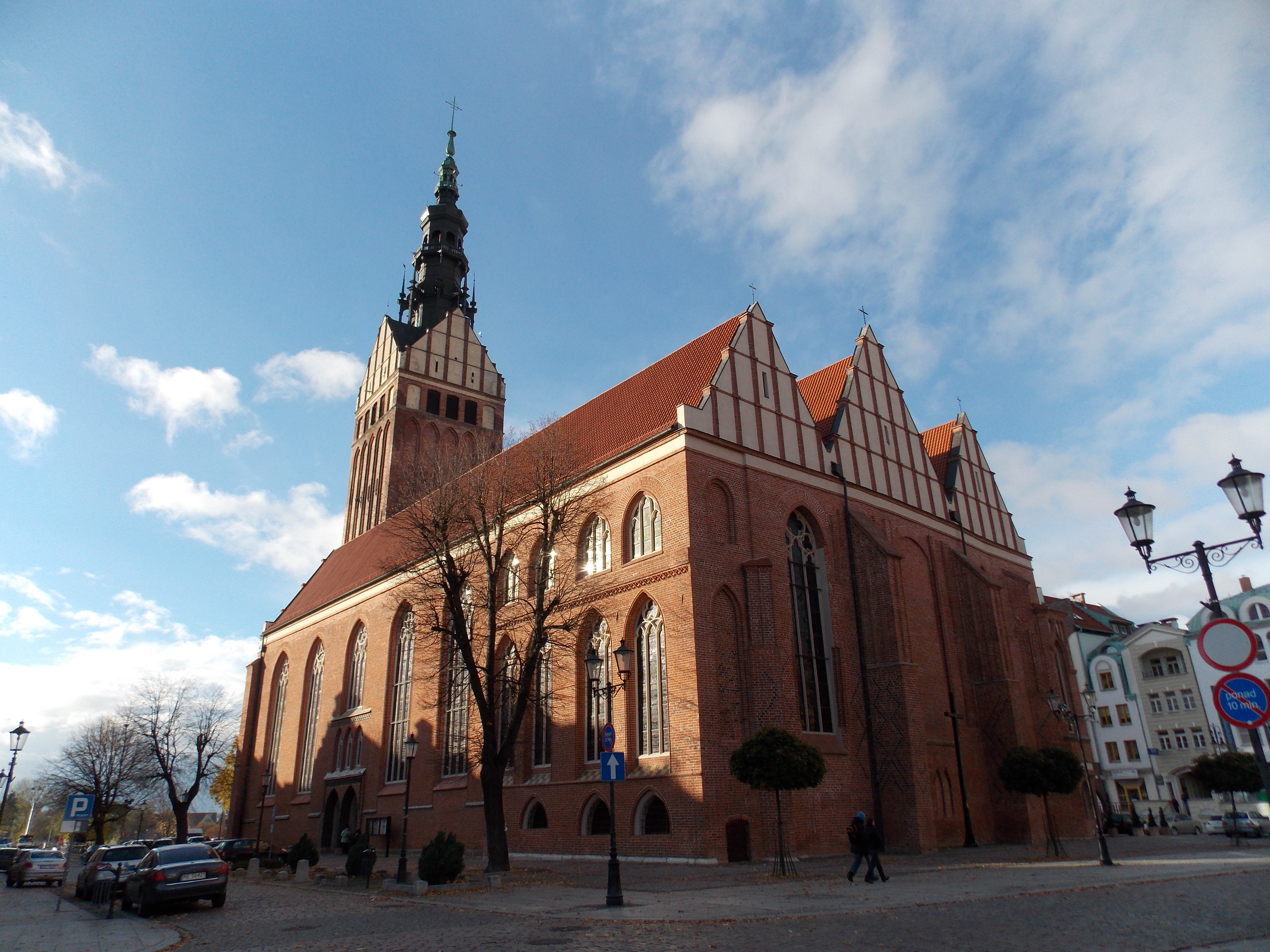
Костел святого Миколая у Ельблонгу, 2016 р.

Місто є найстаршим у воєводстві, закладено Германом фон Балком - комтуром ордену шпиталю св. Марії з Єрусалиму 1237 р.. Заселено переселенцями з Любека. Було головною резиденцією тевтонців, яку 1309 р. перенесли до Мальборка.
Рукопис пам'ятки «Польська правда» було знайдено 1868 року в Ельблонґу (звідси ще одна назва пам'ятки — Ельблонзька книга), де він зберігався у міському архіві до ІІ-ї світової війни (1939—1945 рр.). Під час війни його було втрачено.

## Демографія
Демографічна структура станом на 31 березня 2011 року:
|          | Загалом | Допрацездатний вік | Працездатний вік | Постпрацездатний вік |
| -------- | ------- | ------------------ | ---------------- | -------------------- |
| Чоловіки | 59724   | 11295              | 42635            | 5794                 |
| Жінки    | 64944   | 10676              | 39581            | 14687                |
| Разом    | 124668  | 21971              | 82216            | 20481                |

## Парки

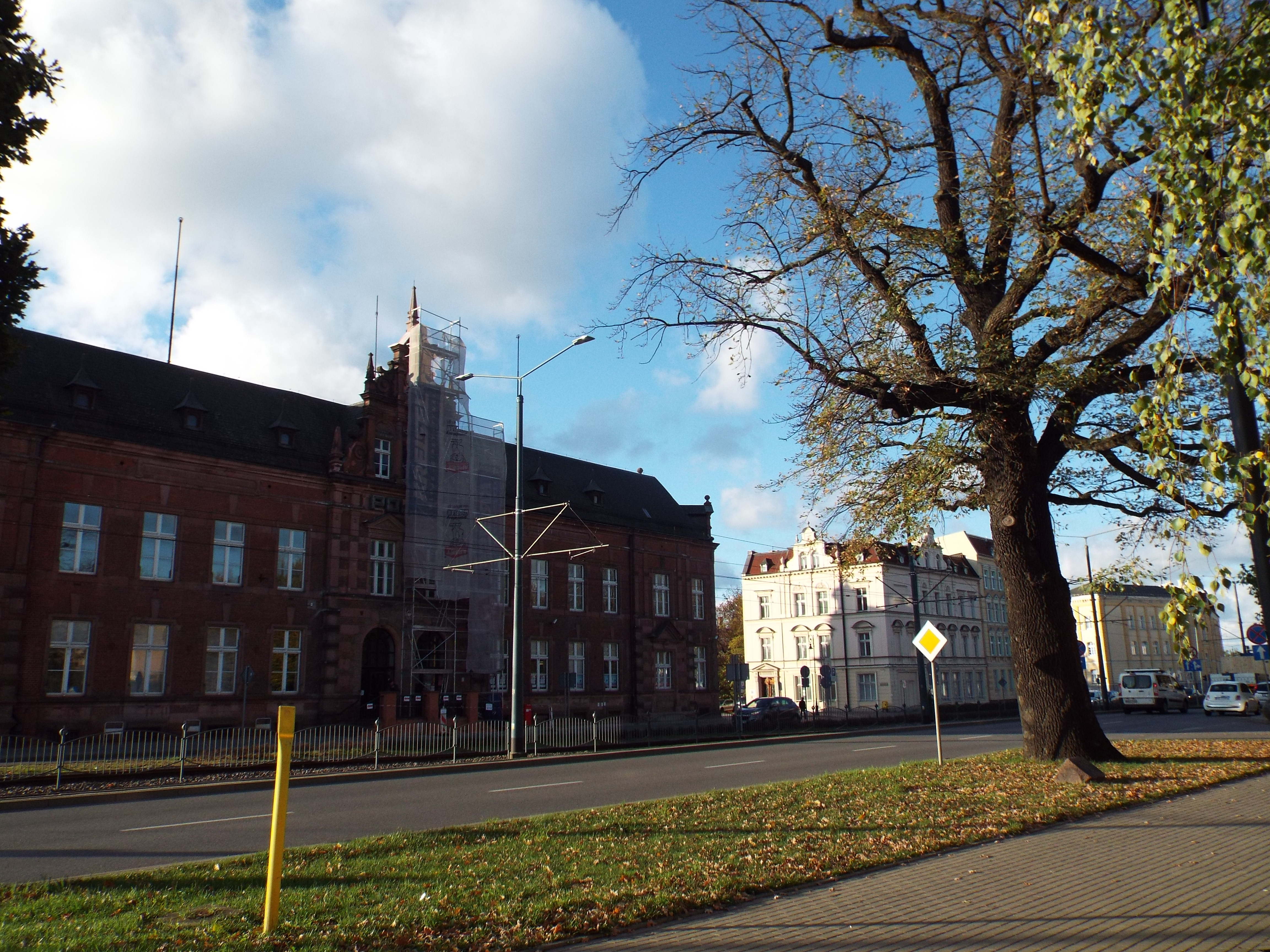
182-річний дуб на плацу Слов'янському в Ельблонгу. Фото 2019 р.

- Парк Базантарня (колишній Вогельсанг);
- Парк Порохівня;
- Парк ім.Кайки;
- Парк Планти;
- Парк Модрини - надзвичайно цінний парк на місці старої садиби  фабриканта з віковими та екзотичними деревами;
- Гора Хороброго;
- Гусяча гора.

## Музеї
Археологічно-історичний музей в Ельблонгу (колекція матеріалів готів, естів (балтів), результати розкопок факторії Трусо, побут Жуляв, історія Ельблонга, ельблонзьке декоративне мистецтво: кераміка, скло, меблі та загибель німецького Ельблонга 1945 р.) - розміщується на території колишнього замку.

## Театри
Театр ім Севрука

## Спорт
- ФК «Олімпія»

## Пам'ятки

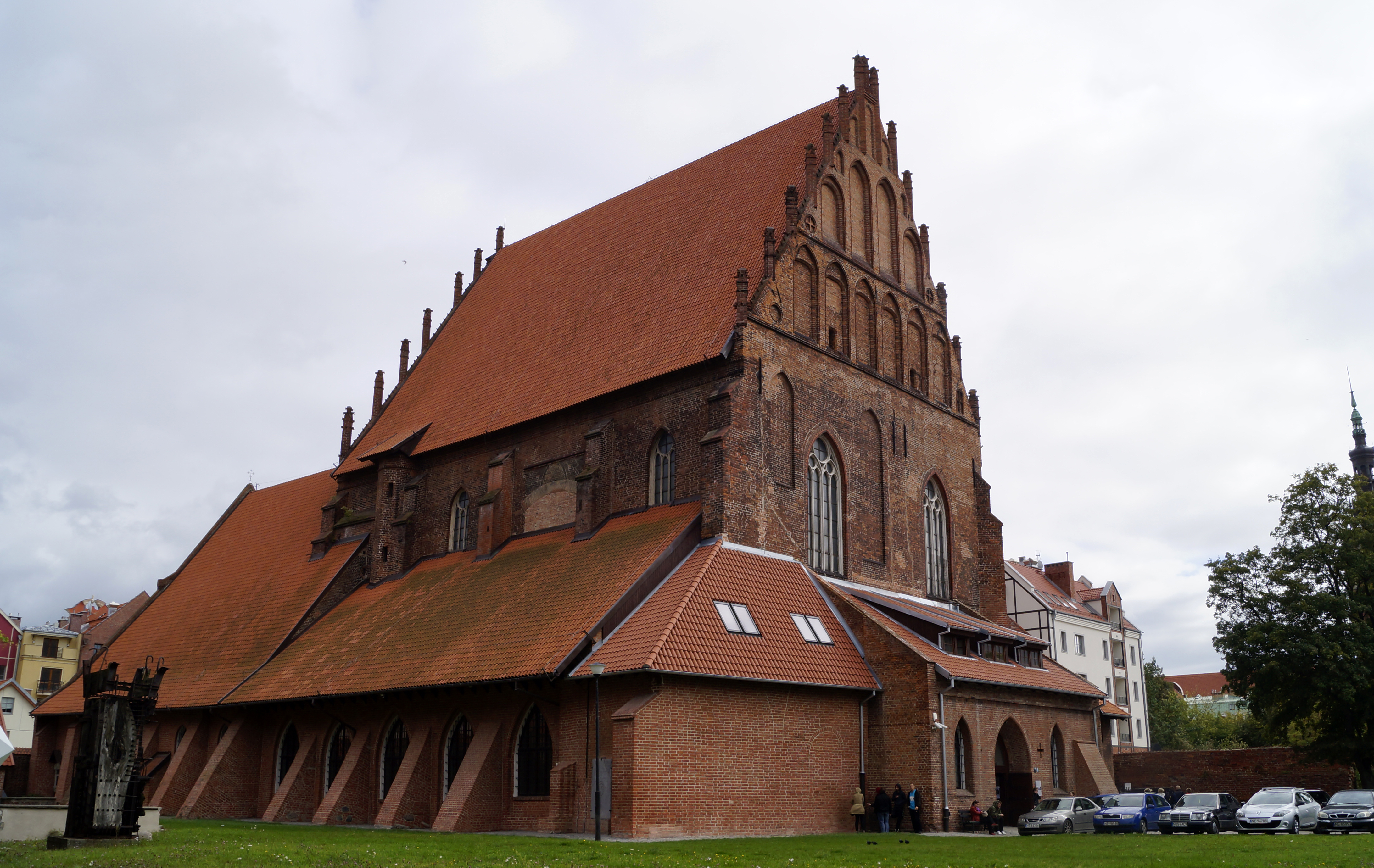
Маріацький костел - унікальна готична пам'ятка Ельблонга

- Фрагмент колишнього підзамча (зерносховище хрестоносців), потім кляштор бригідок, гуманістична гімназія, суч. Історико-археологічний музей Ельблонга [Архівовано 18 липня 2021 у Wayback Machine.]. Збереглися найстаріші підземелля. При вході до музею знаходиться фрагмент готичної мармурової колони з ельблонзького замку;
- Готичний житловий будинок з 13-14 ст. з замкового комплексу, який було перебудовано в часи бароко і в 19 ст. поруч з південного боку рештки готичного підземелля та кам’яні частини з замку хрестоносців [Архівовано 18 липня 2021 у Wayback Machine.];
- Господарчий будинок хрестоносців на підзамчу 14 ст, пізніше бровар та солодовня. Поруч оборонна стіна 14 ст. [Архівовано 18 липня 2021 у Wayback Machine.];
- Острів Зерносховищ з рештками рову середньовічного Ельблонга та, імовірно, рештками насипів бастіону 17 ст. між вулицями Тартачною і Купецькою [Архівовано 18 липня 2021 у Wayback Machine.]. Рови острова Зерносховищ дуже перспективне місце дослідження на предмет артефактів пов’язаних з середньовічним Ельблонгом;
- Залишки Ковальского бастіону на вул. Поштовій (в товщі землі). [Архівовано 18 липня 2021 у Wayback Machine.] Бастіон займав велику площу, майже усього плацу Слов’янського. Розкопано рештки каземату для гармат. Наразі бастіон законсервований;
- Залишки одного з бастіонів 17 ст. у парку Планти [Архівовано 18 липня 2021 у Wayback Machine.];
- Вулиця Ковальська – місце де виявлено найстарший рів та вал 13 ст., пізнішу цегляну оборонну стіну першої лінії міських стін Ельблонга, а також релікти Ковальської брами міста [Архівовано 18 липня 2021 у Wayback Machine.]. Стіна розміщувалася на кам’яному фундаменті шириною 80 см. Вона проходила вздовж сучасної вулиці Примуже.
- Високий розвідний міст [Архівовано 18 липня 2021 у Wayback Machine.];
- Низький розвідний міст; [Архівовано 18 липня 2021 у Wayback Machine.]
- Костел св. Миколая (13-15 ст.) з сакристією, в якій перебував Микола Коперник [Архівовано 18 липня 2021 у Wayback Machine.];
- Ратуша старого міста (Стоїть на фундаментах старої ельблонзької ратуші 16 ст.) [Архівовано 18 липня 2021 у Wayback Machine.];
- Маріацький костел  - унікальна готична пам'ятка ЕльблонгаБудівля ради міста, колишня реальна гімназія фон Плауена (1910-1912 рр.) та скульптура Ахілла поблизу неї; [Архівовано 18 липня 2021 у Wayback Machine.]
- Костел Різдва Богородиці (Маріацький) та кляштор домініканців (13-16 ст. сучасна галерія El) [Архівовано 18 липня 2021 у Wayback Machine.]. Одна з перших мурованих церков на прусських землях. Його пресбітеріум є однією з найстаріших цегляних будівель держави хрестоносців. Окрім самого костелу включає південне крило галереї кляштора з 1320-1330 рр., перекритого тридільним готичним склепінням. Тут наявні численні поховальні плити з епітафіями. До комплексу входять також руїни кляшторного будинку 13-14 ст. з підземеллями перекритими склепіннями. Зовнішній мур кляшторного будинку – обвідна північна стіна галереї з епітафіями купців, головним чином англійського походження. Також зберігся кляшторний мур з брамою з боку вул. Кусьнерської та Водної з 15 ст. та фрагментом з 19 ст. Плити з епітафіями, сильно пошкоджені, зустрічаються і в стінах костелу;
- Торгова брама (1319-1420 рр.) [Архівовано 18 липня 2021 у Wayback Machine.]. Єдина пам’ятка по оборонних мурах міста;
- Рештки забудови старого міста. Уклад вулиць старого міста, імовірно, відповідає першому, який склався ще з 1246 р. Типова для балтійських міст "гребнева" система. Головна вулиця Старий ринок; [Архівовано 18 липня 2021 у Wayback Machine.]
- Кам'яниця-бровар на вул. Святого Духа, 3 з фасадом 1647 р. [Архівовано 18 липня 2021 у Wayback Machine.];
- Кам’яниця близько 1583 р. побудована членом Англійської східної компанії Alexandr Niesbeth, вул. Ковальська, 10; [Архівовано 18 липня 2021 у Wayback Machine.]
- Єдина кам'яниця Ельблонга з готичним фасадом, вул. св. Духа, 13 [Архівовано 18 липня 2021 у Wayback Machine.];
- Каплиця Серця Ісусового на вул. Замкова (перше місце регулярних греко-католицьких богослужінь); [Архівовано 18 липня 2021 у Wayback Machine.]
- Королівський будинок (місце перебування Владислава IV, Карла Густава, Фредеріка Великого), вул. Старий Ринок, 54 [Архівовано 18 липня 2021 у Wayback Machine.];
- Будинки по вул. Старий Ринок, 55-56. Основа будинків 14 ст., фасад пізньо-ренесансний – кінець 16 ст.; [Архівовано 18 липня 2021 у Wayback Machine.]
- Місце найстаршої корчми під Христофором, вул. Старий ринок, 57-59 [Архівовано 18 липня 2021 у Wayback Machine.];
- Кам'яниця з бароковим фасадом д.п. 18 ст., вул. Старий ринок, 65 [Архівовано 18 липня 2021 у Wayback Machine.];
- Млин хрестоносців у Базантарні [Архівовано 18 липня 2021 у Wayback Machine.];
- Танк Т-34-85 [Архівовано 18 липня 2021 у Wayback Machine.];
- Костел та шпиталь св. Духа близько 1300 р. [Архівовано 18 липня 2021 у Wayback Machine.] Комплекс складається з костелу, шпитального будинку та готичного муру, який оточував подвір’я.
- Пам'ятник Пекарчику [Архівовано 18 липня 2021 у Wayback Machine.];
- Костел блаженної Дороти 1705-1759 рр. (перенесений з Качинос на Жулявах), вул. Равська [Архівовано 18 липня 2021 у Wayback Machine.];
- Стара греко-католицька церква народження Іоанна Хрестителя (колишня протестантська каплиця на цвинтарі костелу св. Анни) [Архівовано 18 липня 2021 у Wayback Machine.]. Наразі передана протестантам Ельблонга;
- Будинок молитовні менонітів, вул. Гарбари 12 [Архівовано 18 липня 2021 у Wayback Machine.];
- Кам'яниця з фасадом близько 1598 р. В ній перебували польський король Сигізмунд ІІІ та шведський Густав Адольф. Розташована на вул. Вигілійна, 3 [Архівовано 18 липня 2021 у Wayback Machine.];
- Храм менонітів, острів зерносховищ (сучасний польсько-католицький костел); [Архівовано 18 липня 2021 у Wayback Machine.]
- Костел св. Павла на Заваді (поч. 20 ст. – неоготика) [Архівовано 18 липня 2021 у Wayback Machine.];
- Костел св. Войцеха з прикостельним кладовищем [Архівовано 18 липня 2021 у Wayback Machine.];
- Костел св. Трійці на Заторжу (вул. Келецька) 1838 р. Перенесений з с. Нова Церква на Жулявах; [Архівовано 18 липня 2021 у Wayback Machine.]
- Будинок Скарбового ужонду [Архівовано 18 липня 2021 у Wayback Machine.];
- Кладовище радянських солдат та цивільне кладовище на Агриколі [Архівовано 18 липня 2021 у Wayback Machine.];
- Ресторан "Мисливський"; [Архівовано 18 липня 2021 у Wayback Machine.]
- Пам’ятник жертвам Ельблонзької справи [Архівовано 18 липня 2021 у Wayback Machine.];
- Костельна стежка – фрагмент проходу, який вів від шпиталя св. Духа до костелу домініканців св. Марії [Архівовано 18 липня 2021 у Wayback Machine.];
- Рештки німецького пам’ятника на Гусячій горі (кол. гора Людендорфа) [Архівовано 18 липня 2021 у Wayback Machine.];
- Вілла Едварда Богстеде-Колькмана [Архівовано 18 липня 2021 у Wayback Machine.] (архітектор Otto Depmeyer) – перенесена з вул. 12 лютого на вул. Варшавську на острові Зерносховищ;
- Червона вілла [Архівовано 18 липня 2021 у Wayback Machine.] (архітектор Otto Depmeyer) на острові Зерносховищ;
- Колишня гімназія св. Яна, наразі гімназія №5 на вул. Агриколя, 1929 р. [Архівовано 18 липня 2021 у Wayback Machine.];
- Колишні піхотні кошари, вул. Саперів. 1912 р. [Архівовано 18 липня 2021 у Wayback Machine.];
- Будинок в стилі класицизму по вул. Вапенній, 16 [Архівовано 18 липня 2021 у Wayback Machine.];
- Комплекс інженерних шкіл 1929-1930 рр. вул. Коменського 39 [Архівовано 18 липня 2021 у Wayback Machine.];
- Комплекс економічних училищ, поч. 20 ст., вул. Бема 50 [Архівовано 18 липня 2021 у Wayback Machine.];
- Комплекс вілл на краю Ельблонзької височини по вул. Бема [Архівовано 18 липня 2021 у Wayback Machine.];
- Бароковий палац Gross Wesseln по вул. Ченстоховська, 9 [Архівовано 18 липня 2021 у Wayback Machine.];
- Будинок Західного банку (бувшої філії Рейхсбанка), вул. 1 травня, 16 [Архівовано 18 липня 2021 у Wayback Machine.];
- Будинок окружного суду, 1912-1914 рр., площа Конституції, 1; [Архівовано 18 липня 2021 у Wayback Machine.]
- Костел св. Юрія 14 ст., зовнішній мур – 15 ст., вул. Бема [Архівовано 18 липня 2021 у Wayback Machine.];
- Забудова 1920-х-1930-х рр. згідно ідеї міста-сада, вул. Піонерська, Кайки, Фалата [Архівовано 18 липня 2021 у Wayback Machine.];
- Будинок комплексу економічної школи, вул. Крулевецька, 128 [Архівовано 18 липня 2021 у Wayback Machine.];
- Зразки прибуткових будинків 19-поч. ХХ ст. по вул. Крулевецька, Кренгельна, Затишшя. Стиль модерн та еклектика [Архівовано 18 липня 2021 у Wayback Machine.];
- Забудова колишньої тютюнової фабрики «Loesser & Wolff», вул. Крулевецька [Архівовано 18 липня 2021 у Wayback Machine.];
- Зразки прибуткових будинків 19-поч. ХХ ст. по вул. Грюнвальдська навпроти залізничного та автовокзалу [Архівовано 18 липня 2021 у Wayback Machine.];
- Костел Божого Тіла, 1405 р., вул. Божого Тіла [Архівовано 18 липня 2021 у Wayback Machine.];
- Духовна семінарія Ельблонзької єпархії, вул. Божого Тіла [Архівовано 18 липня 2021 у Wayback Machine.];
- Фабрика та вілла Адольфа Нойфельдта по вул. Затишшя [Архівовано 18 липня 2021 у Wayback Machine.];
- Вілла Фридриха Баумгарта (18 ст.), вул. Сточнева; [Архівовано 18 липня 2021 у Wayback Machine.]
- Верф Фердинанда Шихау, вул. Сточнева [Архівовано 18 липня 2021 у Wayback Machine.];
- Скульптура Тесея перед готелем Арбітр [Архівовано 24 липня 2021 у Wayback Machine.];
- Фрагмент парку з старими деревами дуба та бука та двір, вул. Bolesława Chrobrego, 10 [Архівовано 27 липня 2021 у Wayback Machine.];
- Міський палацик з 1800 р. по вул. Першого Травня. 48 [Архівовано 1 серпня 2021 у Wayback Machine.];
- Будинки фабрики локомотивів 1872 р. на вулиці Грюнвальдській [Архівовано 18 липня 2021 у Wayback Machine.][7];
- Місце неіснуючого єврейського цвинтаря з меморіальною дошкою[8];
- Смотрова вежа в парку Моджеве – залишок по парковій садибі Зесего.

## Міста-побратими
- Тернопіль (з 1992).

## Відомі люди

### Народились
- Войцех Бальчун (нар. 1970) — польський і український вищий керівник, голова правління ПАТ «Укрзалізниця».
- Тадеуш Домбровський (нар. 1978) — польський поет, есеїст, критик.
- Бруно Ергард Абегг (1803-1848) — прусський державний діяч.

### Проживали
- Іван Яремин (1910 – 2007) - отець митрат, настоятель греко-католицької парафії в Пасленку та Ельблонгу. Діяч культурно-релігійного відродження українців депортованих в рамках злочинної операції Вісла 1947 р. на терени коло Ельблонга.
- Лев Горак - піонер української громади в Ельблонгу, перший голова, а потім багаторічний заступник голови  відділу Українського суспільно-культурного товриства в місті.

## Українці в Ельблонзі

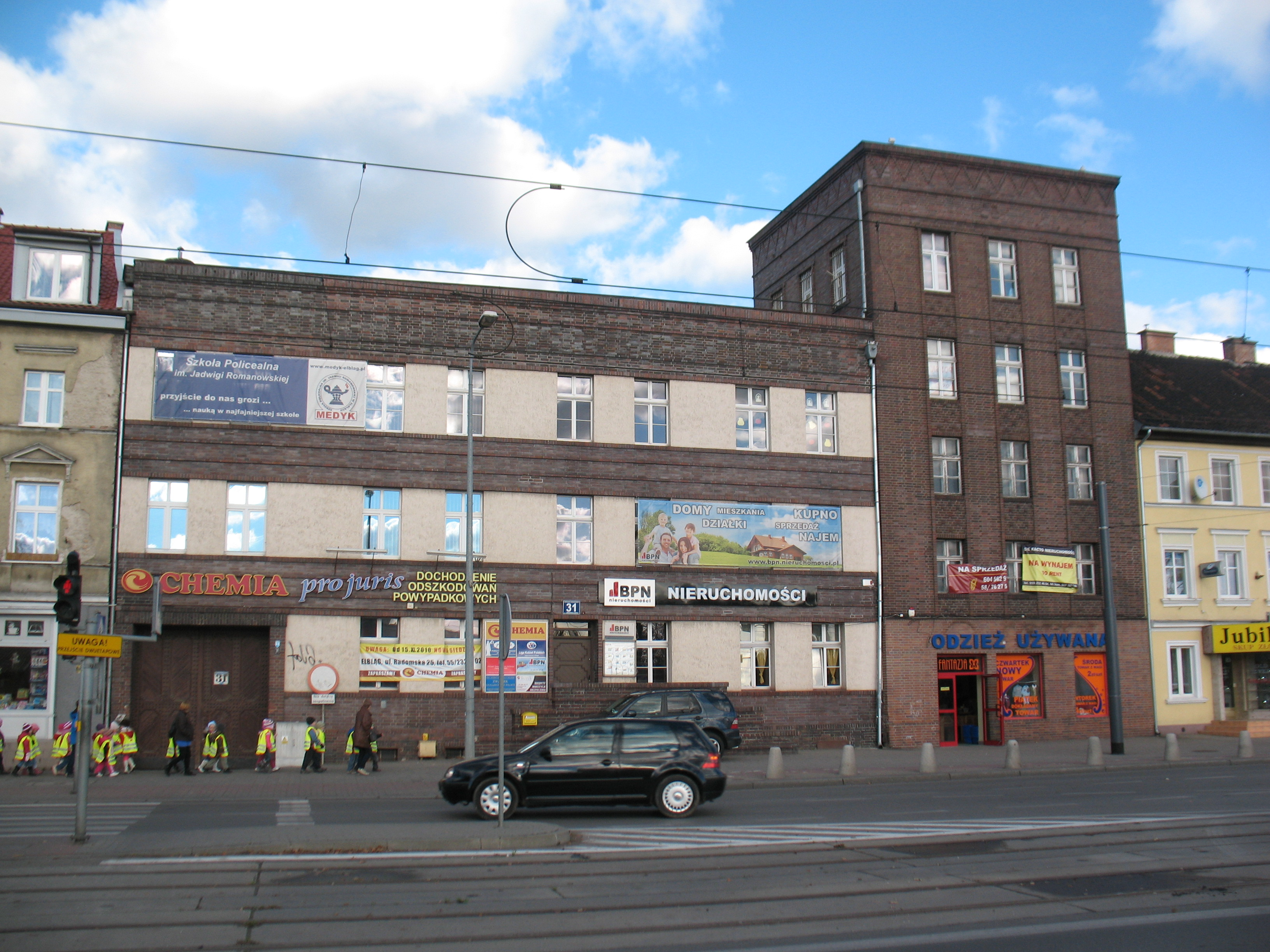
Будинок по вул. Грюнвальдській в Ельблонгу, де з 1991 р. розміщується світлиця Організації українців у Польщі, 2017 рік

Перші вихідці з теренів України могли перебувати в Ельблонгу з давніх часів. Зокрема, 1551 р. ректором ельблонзької гімназії став Микола Геласінус (Смешкович) зі Львова. Українці могли перебувати в місті і за часів Великої північної війни, коли 1710 р. війська Петра І виперли шведів з Ельблонгу та перебували тут до 1712 р. Російські війська, які підтримували Августа III, повторно окупували Ельблонг в 1733-1736 рр. і ще раз під час Семирічної війни (1756-1763 рр.) в 1758-1762 рр. Перші документальні свідчення присутності більшого числа українців у місті відносяться до періоду Другої Світової війни і пов'язані з перебуванням в’язнів українського походження у філіях концентраційного табору Штуттгоф. Спочатку їх утримували на так званій фабриці пензлів та щіток Ноймана на вулиці Грюнвальдській. Звідти їх перевели до бараків, що розміщувались на сучасній вулиці Fredry. З вересня 1944 р. в’язнів утримували також в бараках на вул. Freta, де знаходилися підтабори Штуттгофа, які обслуговували заклади Шихау (Lager XIII, XVII та XXI). Наразі від колишнього табору залишився лише льох, де зберігали овочі. А між вул. Фредри та залізничними коліями розміщено пам’ятний камінь. З того часу під Ельблонгом на території парку Проховня знаходиться невелике кладовище померлих у підтаборах Штуттгофа.
У місті розміщено танк-пам’ятник Т-34-85, який нагадує про рейд 8 танків капітана Геннадія Львовича Дяченка (українця за походженням), які навесні 1945 р. прорвалися у місто, що готувалося до оборони, та пройшли його наскрізь. До 2017 р. у місті існувала вулиця Diaczenki, яку було перейменовано на вул. Starowejska. Події війни залишили в Ельблонгу цвинтар солдатів радянської армії на Агриколі.  У 1945 р. радянських солдатів також було поховано на колишньому протестантському цвинтарі на розі вул. Sadowa та Bema.
У 1947 р. в околицях Ельблонга були розселені українці–жертви злочинної акції Вісла. Українців не виселяли до самого Ельблонга. Вони з’являлися тут пізніше: шукали праці і почали оселювалися у місті. Українці-греко-католики відвідували римсько-католицькі храми, a православні - утворену в місті православну церкву св. Марії Магдалени. До останньої, зокрема, примкнули депортовані українці з Холмщини та Підляшшя. На жаль, через відсутність національно-патріотичної позиції в православній церкві Польщі та внаслідок сильних промосковських настроїв, нащадки православних українців асимілювалися.
1949 р. в Ельблонгу відбув тритижневий курс латинського обряду о. Іван Яремин, після чого був призначений вікарієм римсько-католицького пароха о. кан. Вацлава Гіпша в парафії св. Миколая в Ельблонгу. Також о. Іван Яремин став капеланом по Ельблонзьким шпиталям, зокрема, у міському шпиталю в Ельблонгу, де служив в римському обряді.  В Ельблонгу Іван Яремин жив у будинку за адресою вул. Nitschmanna 5, кв. 6.
У 1961 р. в Ельблонгу діяв відділ Українського суспільно-культурного товариства, садиба якого розташовувалася над приміщеннями кооперативного клубу «Космос», вул. Grobla Świętego Jerzego 16. Його голова Лев Горак разом з отцем Яреминим активно працював з місцевими українством (переважно греко-католиками з Галичини), намагаючись активізувати його на релігійне та суспільно-культурне життя. Проте, лише у червні 1974 р. в каплиці сестер катажинек на вул. Zamkowa 17 розпочались регулярні греко-католицькі служби, виникла парафія Різдва св. Івана Хрестителя. Першим пробощем був став Іван Яремин, який на той час  вже був настоятелем греко-католицької парафії у Пасленку. Тож у Ельблонгу служив за сумісництвом.

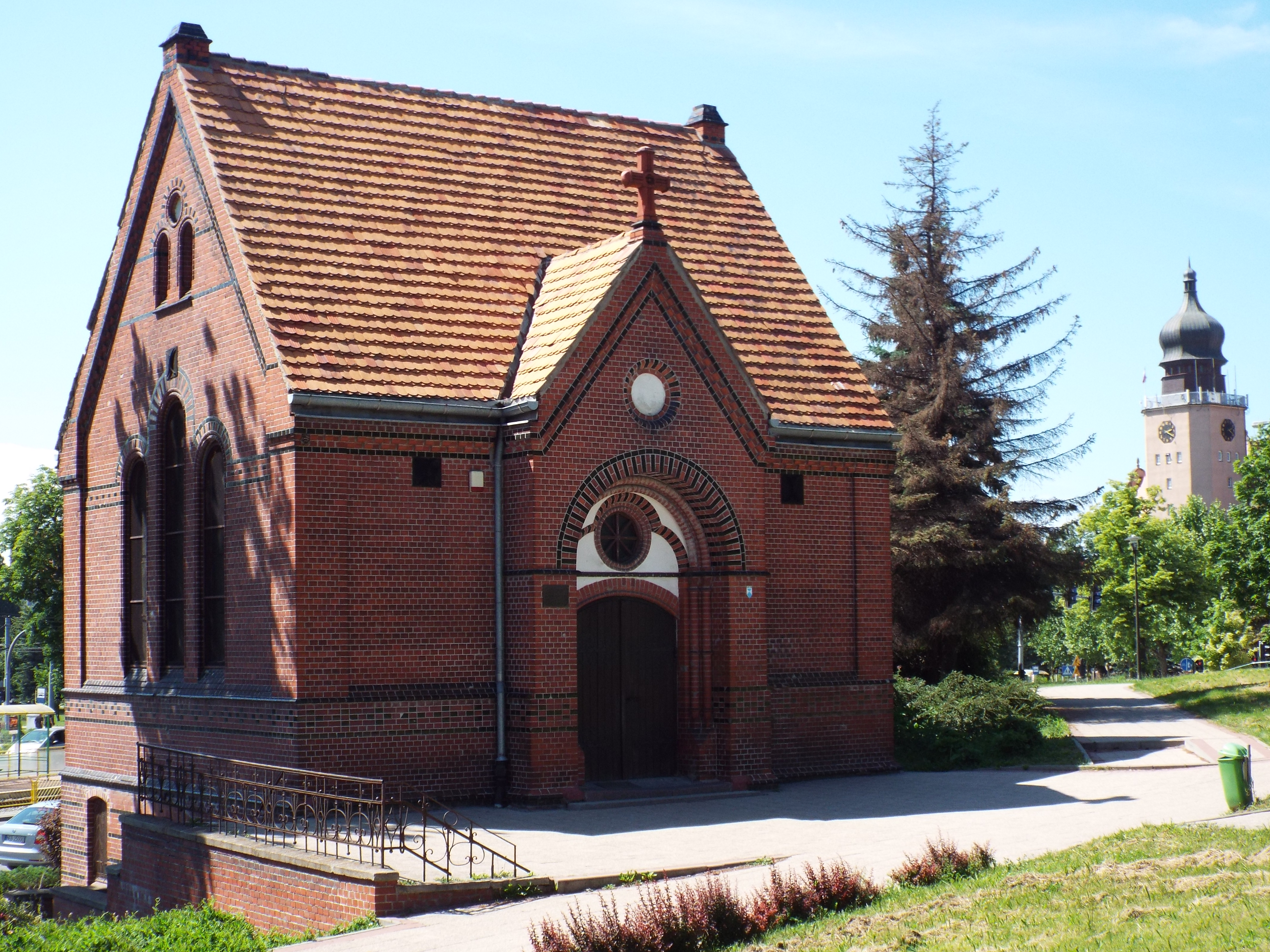
Колишня українська греко-католицька церква Різдва св. Іоанна Предтечі в Ельблонгу, Фото 2018 р. Станом на 2024 р. ця цвинтарна каплиця костелу св. Анни знову служить євангелітсько-аугсбурзькій парафії

Друга Домівка відділу Українського суспільно-культурного товариства (УСКТ) в Ельблонгу розміщувалася на вул. Teatralna 20, кв. 1. Відділ УСКТ розташовувався тут з 1969 р. в квартирі на 1 поверсі.  1981 р. греко-католики отримали каплицю (колишню цвинтарну каплицю знищеного наразі костелу св. Анни) на вул. R. Traugutta 15. Вона стала церквою Різдва св. Іоанна Предтечі, якою ельблонзькі українці користувалися до 2021 р. 1984 р. її передали греко-католицькій громаді у власність. У травні 2011 року єпископ Іван Мартиняк освятив ділянку під будівництво нової великої церкви Різдва св. Іоанна Хрестителя по вул. Tragutta 64. Станом на 2019 р. було зведено плебаню та храм (стіни та позолочені бані, храм засклено). У січні 2021 р. після початку богослужінь в новій церкві, настоятель парафії народження Іоанна Хрестителя в Ельблонгу о. Андрій Сорока передав каплицю св. Анни протестантам. 22 червня 2024 р. відбулося урочисте освячення нового храму та святкування 50-річчя греко-католицької парафії Різдва святого Івана Хрестителя в Ельблонзі. Літургію очолив архиєпископ Євген Попович, митрополит Перемисько-Варшавський (УГКЦ), у співслужінні з єпископами Аркадієм Трохановським – єпархом Ольштинсько-Ґданським, єпископом Володимиром Ющаком – єпархом Вроцлавсько-Кошалінським та римо-католицькими єпископами.
В Ельблонзі станом на 2016 р. мешкало коло 500 українців. Проте в повіті мешкало ще близько 5 тисяч українців. На  вул. Grunwaldska 31 знаходиться домівка: офіс та світлиця Ельблонзького відділу Об’єднання українців в Польщі (ОУП). Старання заміни домівки на вул. Teatralna на іншу, більшу українці вели з 30 вересня 1976 р. Домівка функціонувала тут до 1990 р., коли вже це був відділ Об'єднання Українців в Польщі. 1991 р. відділ ОУП переїхав у сучасну домівку. Тут проходять українські урочистості та культурні заходи.
З 1966 року в Ельблонзі відбувається український конкурс дитячої творчості. Зараз — під назвою «Дитячий фестиваль української культури». Розпочинався фестиваль 1966 р. з конкурсу декламування, який проходив в першій домівці УСКТ на вул. Grobla Świętego Jerzego 16. Пізніше він проходив в різних місцях, але найчастіше в кінотеатрі «Святовид» чи суміжному приміщенні театру ім. Севрюка. У 2017 р., з нагоди 25-ти років партнерських відносин Ельблонга з Тернополем, площа на перехресті вулиць Konopnickej та Niepodleglosci була названа на честь Тернополя.
2018 р. на хвилі активного використання історії польськими політиками, кресов'яцькі кола в Ельблонгу хотіли назвати рондо на перетині вулиць Niepodległości та Legionów в пам'ять жертв ОУН-УПА. Втім пізніше з ініціативи мешканця Ельблонга Я. Бокея рондо назвали на честь комуністичного війська польського, яке билося з УПА за с. Бірча в Бещадах в 1945/46 рр.
У 2007 році Ельблонг ініціював проєкт «Балтійська Україна», який мав полягати на будівництві нового порту, який буде сполучатися з Балтійським морем через прокопаний у Вісляній косі канал. Передбачалося, що порт стане морським виходом України та Білорусі (яким до XIX ст. слугував Гданськ). У 2018 р. влада Польщі ухвалила рішення про будівництво канала через Вісляну косу..
Станом на 2016-18 рр. в Ельблонгу і околицях працювало багато сезонних працівників з України. у грудні 2018 р. в помешканні для українських будівельників на вул. Божого тіла відбулася пожежа. Працівники втратили все що заробили. Один чоловік був поранений. Мешканці міста зібрали пожертви для допомоги потерпілим.
Після початку збройної агресії Росії проти України 24.02.2024 р. міська влада Ельблонга під керівництвом президента міста і давнього друга місцевих українців П. Врублевського організувала допомогу біженцям. До цієї допомоги долучилася також українська громада міста, консолідована при парафії Різдва св. Іоанна Хрестителя. У місті функціонували пункти збирання допомоги за адересами вул. Traugutta 40 та Салоні Canal+ в торговельному центрі Ogrody.